# Ebersmunster
Ebersmunster [ebɛʁsmœ̃stɛʁ] est une commune française située dans la circonscription administrative du Bas-Rhin et, depuis le 1er janvier 2021, dans le territoire de la Collectivité européenne d'Alsace, en région Grand Est.
Cette commune se trouve dans la région historique et culturelle d'Alsace.

## Géographie

### Localisation
Ebersmunster est située dans la plaine d'Alsace, à environ quarante kilomètres au sud de Strasbourg et une trentaine de kilomètres au nord de Colmar.

### Communes limitrophes
|           | Kogenheim    |            |
| Ebersheim | Ebersmunster | Hilsenheim |
|           | Muttersholtz |            |

### Hydrographie

#### Réseau hydrographique
La commune est dans le bassin versant du Rhin au sein du bassin Rhin-Meuse. Elle est drainée par l'Ill, le Giessen, le ruisseau l'Aubach, le ruisseau le Friesengraben, le ruisseau le Bornen, le ruisseau le Daechertsgraben, le ruisseau le Fossgraben, le ruisseau le Maerdergraben, le ruisseau le Muhlbach d'Ebermunster, le ruisseau le Schwarzlachbach et le ruisseau l'Hambach,.
L'Ill, d'une longueur de 217 km, prend sa source dans la commune de Winkel et se jette  dans le Grand Canal d'Alsace à Offendorf, après avoir traversé 68 communes. Les caractéristiques hydrologiques de l'Ill sont données par la station hydrologique située sur la commune de Kogenheim. Le débit moyen mensuel est de 35,6 m3/s. Le débit moyen journalier maximum est de 262 m3/s, atteint lors de la crue du 7 janvier 2018. Le débit instantané maximal est quant à lui de 283 m3/s, atteint le 6 janvier 2018.

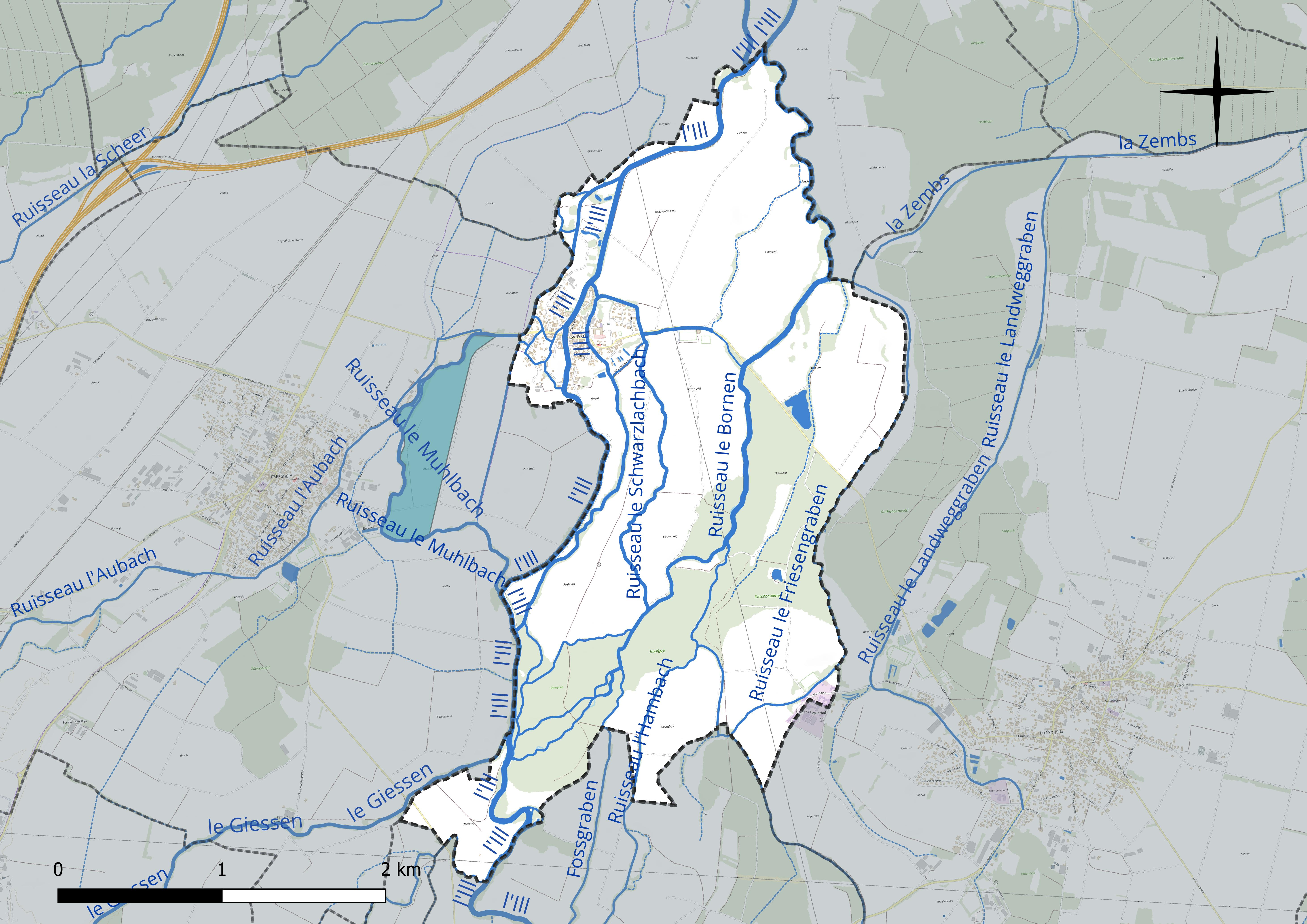
Réseau hydrographique d'Ebersmunster.

Le Giessen, d'une longueur de 34 km, prend sa source dans la commune de Urbeis et se jette  dans l'Ill sur la commune, après avoir traversé 18 communes. Les caractéristiques hydrologiques du Giessen sont données par la station hydrologique située sur la commune de Sélestat. Le débit moyen mensuel est de 3,23 m3/s. Le débit moyen journalier maximum est de 125 m3/s, atteint lors de la crue du 15 février 1990. Le débit instantané maximal est quant à lui de 153 m3/s, atteint le même jour.
L'Aubach, d'une longueur de 13 km, prend sa source dans la commune de Scherwiller et se jette  dans l'Ill sur la commune, après avoir traversé cinq communes. 
Le Friesengraben, d'une longueur de 12 km, prend sa source dans la commune de Baldenheim et se jette  dans le Bornen sur la commune, après avoir traversé cinq communes. 

#### Gestion et qualité des eaux
Le territoire communal est couvert par le schéma d'aménagement et de gestion des eaux (SAGE) « Giessen Liepvrette ». Ce document de planification concerne les bassins versants du Giessen et de la Lièpvrette.  Son périmètre s’étend sur 317 km2. Il a été approuvé le 13 avril 2016. La structure porteuse de l'élaboration et de la mise en œuvre est le Syndicat des eaux et de l'assainissement Alsace Moselle. 
La qualité des cours d’eau peut être consultée sur un site dédié géré par les agences de l’eau et l’Agence française pour la biodiversité.

#### Risques d'inondation
La vallée de l'Ill comme l'ensemble du département a connu plusieurs inondations importantes. On peut citer au 20e siècle, les crues de 1910, 1919, 1947, 1955, 1983 et 1990 notamment qui ont causé de nombreux dégâts (destructions de ponts, inondations de zones industrielles et d’ agglomérations). Les inondations de l'Ill ont lieu essentiellement en période hivernale et printanière à la suite de pluies abondantes parfois associées à la fonte du manteau neigeux. Les crues de 1983 et de 1990 ont présenté une période de retour entre 20 et 50 ans. Afin d'anticiper et de gérer une éventuelle inondation, un Plan de prévention des risques d'inondation de l'lll  a été approuvé par arrêté préfectoral le 30 janvier 2020. Le territoire communal est totalement concerné par les zones inondables. Lors des crues, le village se trouve entièrement entouré d’eau. Les zones d’extension du village sont très restreintes. Quelques secteurs urbanisés sont touchés par les zones inondables, tels que la rue du Haut Fossé, la rue de l'Ill, et le quartier rues Saint Benoît et Sainte-Odile. Le centre urbain, situé sur un tertre, est très peu affecté par les inondations.

### Climat
Pour des articles plus généraux, voir Climat du Grand Est et Climat du Bas-Rhin.
En 2010, le climat de la commune est de type climat des marges montargnardes, selon une étude du Centre national de la recherche scientifique s'appuyant sur une série de données couvrant la période 1971-2000. En 2020, Météo-France publie une typologie des climats de la France métropolitaine dans laquelle la commune est exposée à un climat semi-continental et est dans la région climatique  Alsace, caractérisée par une pluviométrie faible, particulièrement en automne et en hiver, un été chaud et bien ensoleillé, une humidité de l’air basse au printemps et en été, des vents faibles et des brouillards fréquents en automne (25 à 30 jours). 
Pour la période 1971-2000, la température annuelle moyenne est de 10,5 °C, avec une amplitude thermique annuelle de 17,6 °C. Le cumul annuel moyen de précipitations est de 582 mm, avec 7,2 jours de précipitations en janvier et 9,6 jours en juillet. Pour la période 1991-2020, la température moyenne annuelle observée sur la station météorologique de Météo-France la plus proche, « Selestat Sa », sur la commune de Sélestat à 8 km à vol d'oiseau, est de 11,4 °C et le cumul annuel moyen de précipitations est de 621,1 mm. 
La température maximale relevée sur cette station est de 39,3 °C, atteinte le 13 août 2003 ; la température minimale est de −17 °C, atteinte le 20 décembre 2009,,. 
Les paramètres climatiques de la commune ont été estimés pour le milieu du siècle (2041-2070) selon différents scénarios d'émission de gaz à effet de serre à partir des nouvelles projections climatiques de référence DRIAS-2020. Ils sont consultables sur un site dédié publié par Météo-France en novembre 2022.

## Urbanisme

### Typologie
Au 1er janvier 2024, Ebersmunster est catégorisée commune rurale à habitat dispersé, selon la nouvelle grille communale de densité à sept niveaux définie par l'Insee en 2022.
Elle est située hors unité urbaine. Par ailleurs la commune fait partie de l'aire d'attraction de Sélestat, dont elle est une commune de la couronne,. Cette aire, qui regroupe 37 communes, est catégorisée dans les aires de 50 000 à moins de 200 000 habitants,.

### Occupation des sols
L'occupation des sols de la commune, telle qu'elle ressort de la base de données européenne d’occupation biophysique des sols Corine Land Cover (CLC), est marquée par l'importance des territoires agricoles (72,2 % en 2018), une proportion sensiblement équivalente à celle de 1990 (71,4 %). La répartition détaillée en 2018 est la suivante : 
zones agricoles hétérogènes (57 %), forêts (22,2 %), terres arables (10,7 %), zones urbanisées (4,5 %), prairies (4,5 %), zones industrielles ou commerciales et réseaux de communication (1 %). L'évolution de l’occupation des sols de la commune et de ses infrastructures peut être observée sur les différentes représentations cartographiques du territoire : la carte de Cassini (XVIIIe siècle), la carte d'état-major (1820-1866) et les cartes ou photos aériennes de l'IGN pour la période actuelle (1950 à aujourd'hui).

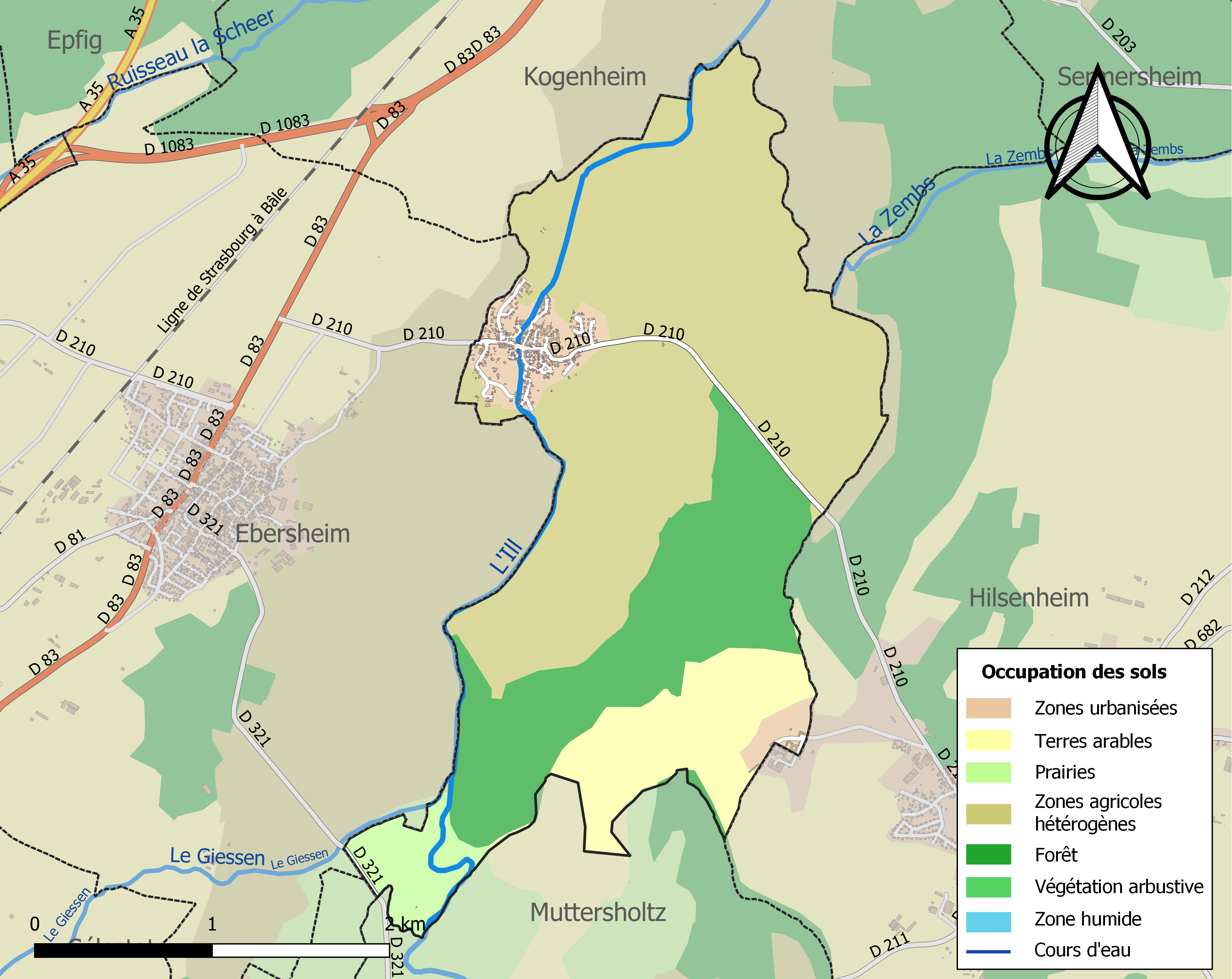
Carte des infrastructures et de l'occupation des sols de la commune en 2018 (CLC).

## Histoire
Au temps des Celtes, l'île de Noviento, formée par les bras de l'Ill, constitue un lieu de culte en l'honneur du dieu Teutatès, plus connu sous le nom de Toutatis.  Lors de la colonisation romaine, le lieu fut dédié à Mercure et à Diane. Le lieu devait être d'importance puisque Jules César y fit faire un sacrifice à Mercure après sa victoire sur les Germains. Le temple ou l'église furent rasés par Attila, et seuls quelques ermites religieux s'installèrent sur place. Vers 675, l'abbé irlandais Déodat (le futur saint Dié) fonde une communauté de moines sur le domaine donné par le duc d'Alsace Adalric, père de sainte Odile. Sous les Mérovingiens, le monastère de Ebrotheim devient un centre de christianisation de la Moyenne Alsace. La famille de ducs d'Alsace fait de nombreuses donations à l'abbaye d'Ebersmunster. Ces possessions s'étendent dans près de 80 villages le long de l'Ill et du vignoble de Mulhouse à Erstein au nord. Ces biens devaient permettre aux moines de vaquer à la prière, de faire œuvre d'évangélisation et de donner l'aumône aux pauvres. À la suite du synode d'Aix-la-Chapelle de 817, la communauté d'Ebersmunster adopte la règle bénédictine au cours du IXe siècle.
Le 2 février 1445, l'abbaye est attaquée. En 1525, durant les guerres des Rustauds, l'abbaye est occupée et pillée par un groupe de paysans. Le 21 octobre 1624 est fondée à Ebersmunster la congrégation bénédictine dite de Strasbourg, groupant les monastères alsaciens d'Altorf, d'Ebersmunster et de Marmoutier, ainsi que des abbayes badoises. Dans la nuit du 4 au 5 octobre 1632, l'église, l'abbaye et la ville d'Ebersmunster sont incendiés par les troupes suédoises du maréchal Gustaf Horn. Les moines s'établissent à  l'Hôtel d'Ebersmunster, construit au XVIe siècle à l'intérieur de l'enceinte de Sélestat. Ils reviennent à Ebersmunster après les traités de Westphalie, celui de Münster pour l'Alsace en 1648. L'église et le monastère sont lentement reconstruits.  Le 15 mai 1785, Jean-Baptiste-Joseph Gobel, évêque auxiliaire de Bâle et futur évêque constitutionnel de Paris, donne en l'église d'Ebersmunster la bénédiction épiscopale à Jean-Jacques Lantz, évêque auxiliaire de Strasbourg.
Durant la Révolution française, les moines sont dispersés et les biens vendus aux enchères comme biens nationaux. Le 24 septembre 1792, la bibliothèque qui  comportait 9 025 volumes est transportée jusqu'à Strasbourg  à bord de cinq péniches, les ouvrages seront détruits en place publique. En 1829, l'abbaye, qui a servi à des usages différents durant la Révolution, est acquise par les frères marianistes qui y installèrent une école normale et un noviciat. Depuis 1889, elle est le siège d'une œuvre éducative des sœurs de Saint Joseph de Saint-Marc.
Au XIXe siècle, Ebersmunster était un point de péage et de transbordement des marchandises qui étaient transportées par voie fluviale sur l'Ill entre Mulhouse et Strasbourg. Les marchandises qui y transitaient était du bois, de la paille, du foin, du gravier, du sable, mais aussi du vin.
Les bateliers devaient acquitter un péage en fonction des marchandises transportées. Une fois ce péage acquitté, le pont sur lequel la rue principale passait, était relevé pour permettre aux bateaux de continuer leur voyage.

## Politique et administration

### Liste des maires
| Période                                  | Période                   | Identité                                      | Étiquette | Qualité |
| ---------------------------------------- | ------------------------- | --------------------------------------------- | --------- | ------- |
| Les données manquantes sont à compléter. |                           |                                               |           |         |
| mars 1978                                | mars 1983                 | Henri Keller                                  |           |         |
| mars 1983                                | mars 2008                 | Paul Heiligenstein                            |           |         |
| mars 2008                                | En cours (au 31 mai 2020) | Sylvie Hirtz, Réélue pour le mandat 2020-2026 |           |         |

### Jumelages
St. Peter (Allemagne)

## Population et société

### Démographie
L'évolution du nombre d'habitants est connue à travers les recensements de la population effectués dans la commune depuis 1793. Pour les communes de moins de 10 000 habitants, une enquête de recensement portant sur toute la population est réalisée tous les cinq ans, les populations de référence des années intermédiaires étant quant à elles estimées par interpolation ou extrapolation. Pour la commune, le premier recensement exhaustif entrant dans le cadre du nouveau dispositif a été réalisé en 2006.

En 2022, la commune comptait 571 habitants, en évolution de +10,66 % par rapport à 2016 (Bas-Rhin : +3,17 %, France hors Mayotte : +2,11 %).
| 1793 | 1800 | 1806 | 1821  | 1831  | 1836 | 1841 | 1846 | 1851 |
| ---- | ---- | ---- | ----- | ----- | ---- | ---- | ---- | ---- |
| 736  | 713  | 789  | 1 053 | 1 025 | 915  | 919  | 921  | 859  |

| 1856 | 1861  | 1866 | 1871 | 1875 | 1880 | 1885 | 1890 | 1895 |
| ---- | ----- | ---- | ---- | ---- | ---- | ---- | ---- | ---- |
| 930  | 1 011 | 870  | 822  | 689  | 640  | 611  | 668  | 663  |

| 1900 | 1905 | 1910 | 1921 | 1926 | 1931 | 1936 | 1946 | 1954 |
| ---- | ---- | ---- | ---- | ---- | ---- | ---- | ---- | ---- |
| 648  | 645  | 615  | 584  | 485  | 443  | 447  | 396  | 489  |

| 1962 | 1968 | 1975 | 1982 | 1990 | 1999 | 2006 | 2011 | 2016 |
| ---- | ---- | ---- | ---- | ---- | ---- | ---- | ---- | ---- |
| 463  | 436  | 407  | 434  | 445  | 435  | 470  | 471  | 516  |

| 2021 | 2022 | - | - | - | - | - | - | - |
| ---- | ---- | - | - | - | - | - | - | - |
| 557  | 571  | - | - | - | - | - | - | - |

### Manifestations culturelles et festivités
Chaque année entre les mois de mai et juillet puis entre les mois d'août et d'octobre, Les Heures Musicales d'Ebersmunster, organisées par l'Association des Amis de l'Abbatiale, offrent à un public averti une demi-douzaine de concerts de musique classique ainsi que quatre récitals à l'orgue Silbermann.Les produits issus de ces Heures Musicales sont entièrement affectés au financement de travaux de conservation et de restauration de l'église abbatiale et de son orgue Silbermann, tous deux classés monuments historiques.

## Culture locale et patrimoine

### Lieux et monuments

#### Église abbatiale Saint-Maurice
Il est probable, que l'abbaye bénédictine de Novientum ait été construite, au VIIe siècle, sur les restes d'un camp fortifié romain.
Sa fondation est attribuée au père de sainte Odile, le duc Ettichon duc d'Alsace. Le monastère est déclaré abbaye de droit impérial en 870.
L’abbatiale romane construite en 1112, qui est consacrée en 1155, a vraisemblablement remaniée durant la période gothique. 
Incendiée  en 1632, par les troupes suédoises durant la guerre de Trente Ans, l'abbatiale Saint-Maurice est reconstruite en 1712, par l'architecte autrichien Peter Thumb en style baroque allemand. De nouveau brulée par la foudre en 1717, elle est une nouvelle fois rebâtie de 1720 à 1726.
C'est une des plus belles de l'Est de la France.
Le chœur de l’abbatiale actuelle date de cette reconstruction. La nef fut mise en chantier en 1725 par l'architecte autrichien Peter Thumb. Le gros œuvre fut terminé en 1728 et la décoration intérieure achevée en 1759. À l'intérieur, les peintures de la voûte et des plafonds sont consacrées à saint Maurice (patron de l'église) et à saint Benoit (à l'origine, l'abbaye était une abbaye bénédictine). On peut aussi admirer le maître-autel qui date de 1728 et qui est l'œuvre de Jean-Léonard Meyer. L'orgue a été réalisé entre 1730 et 1732 par André Silbermann (1678-1734), c'est un des mieux conservés du maître. Il a été restauré entre 1997 et 1999 dans le plus grand respect historique. L'église a été épargnée durant la période Révolutionnaire mais elle subit des dégâts durant la Seconde Guerre mondiale.

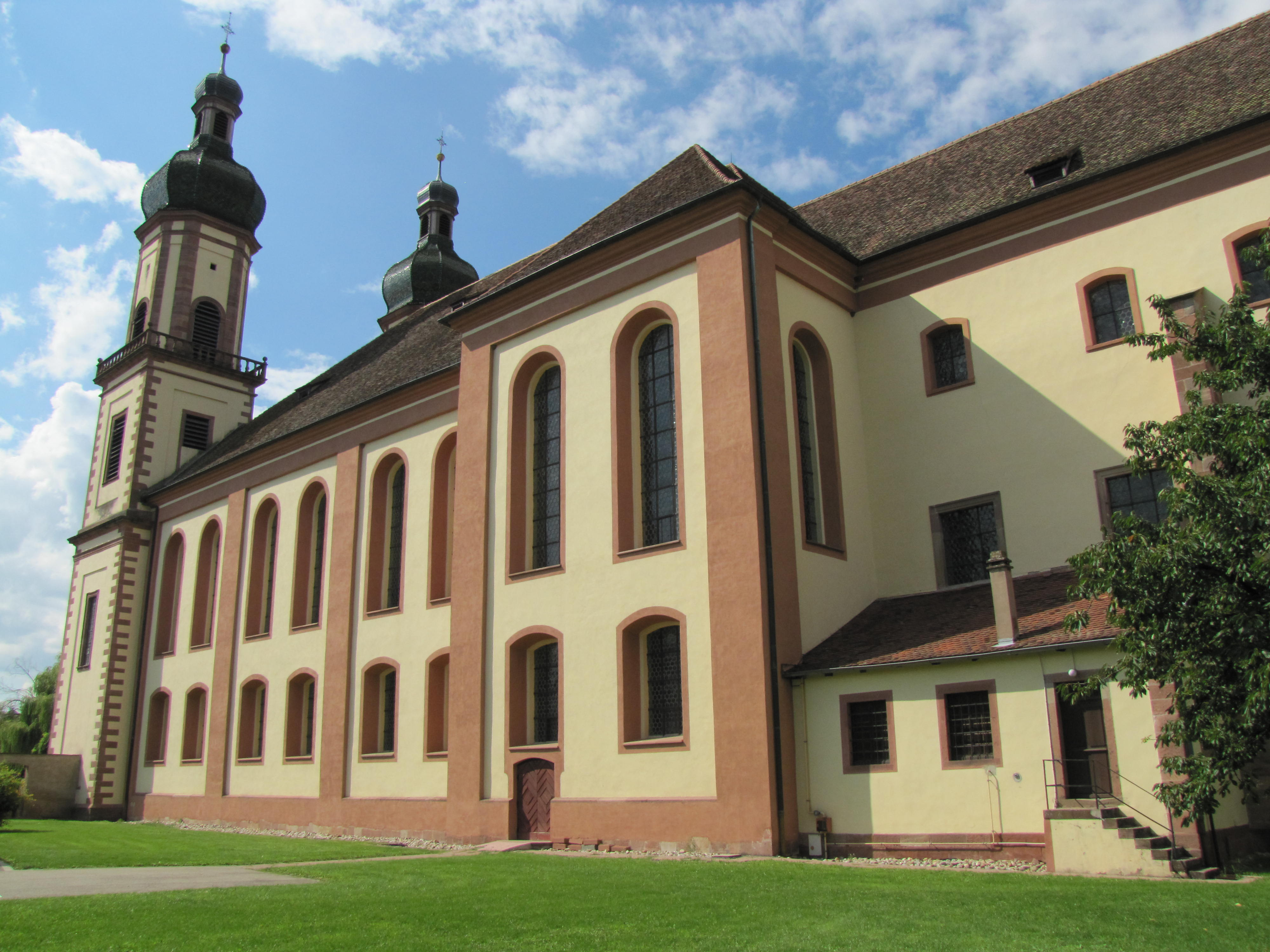
Façade Sud.
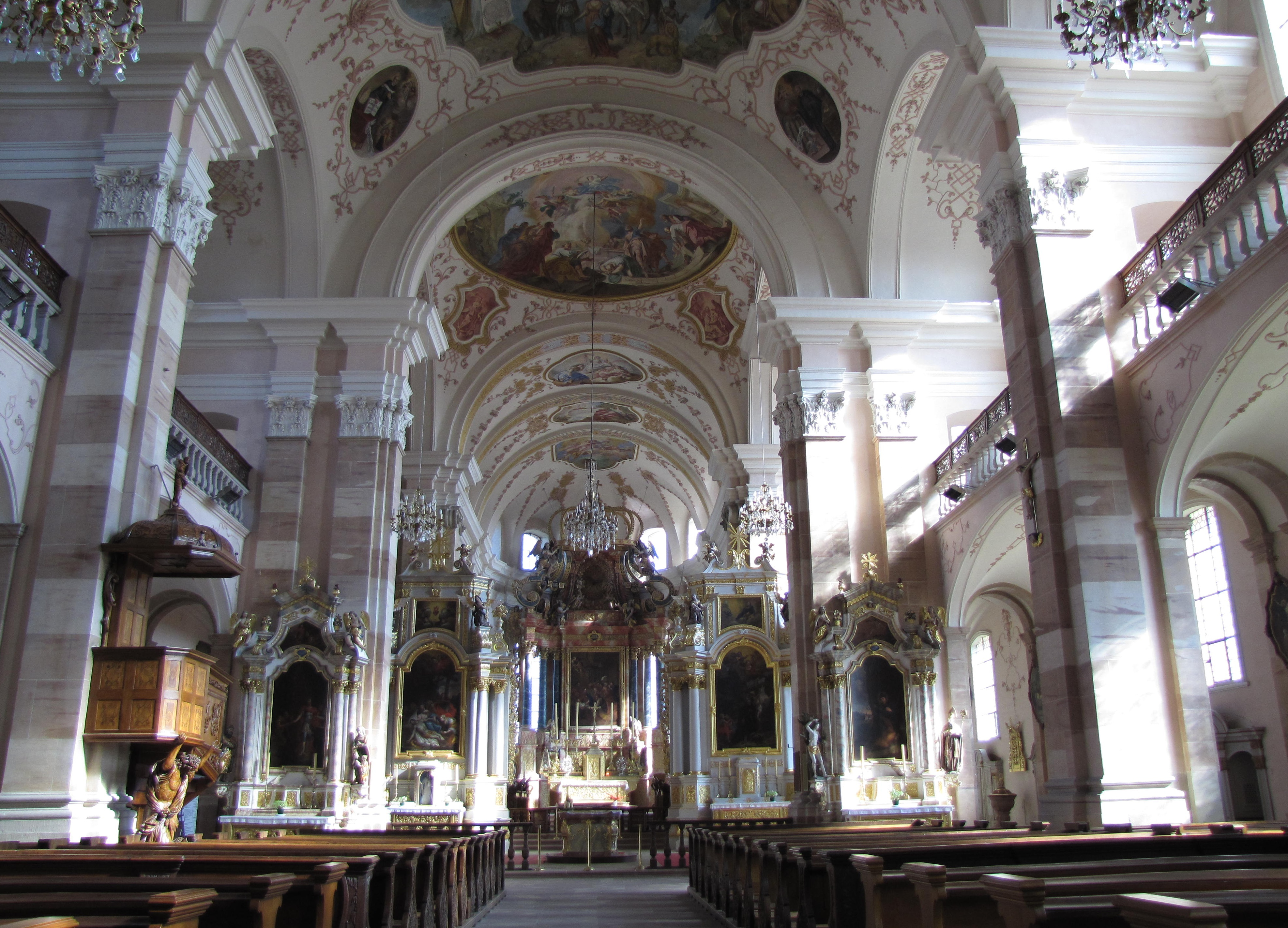
Intérieur de la nef vers le chœur.
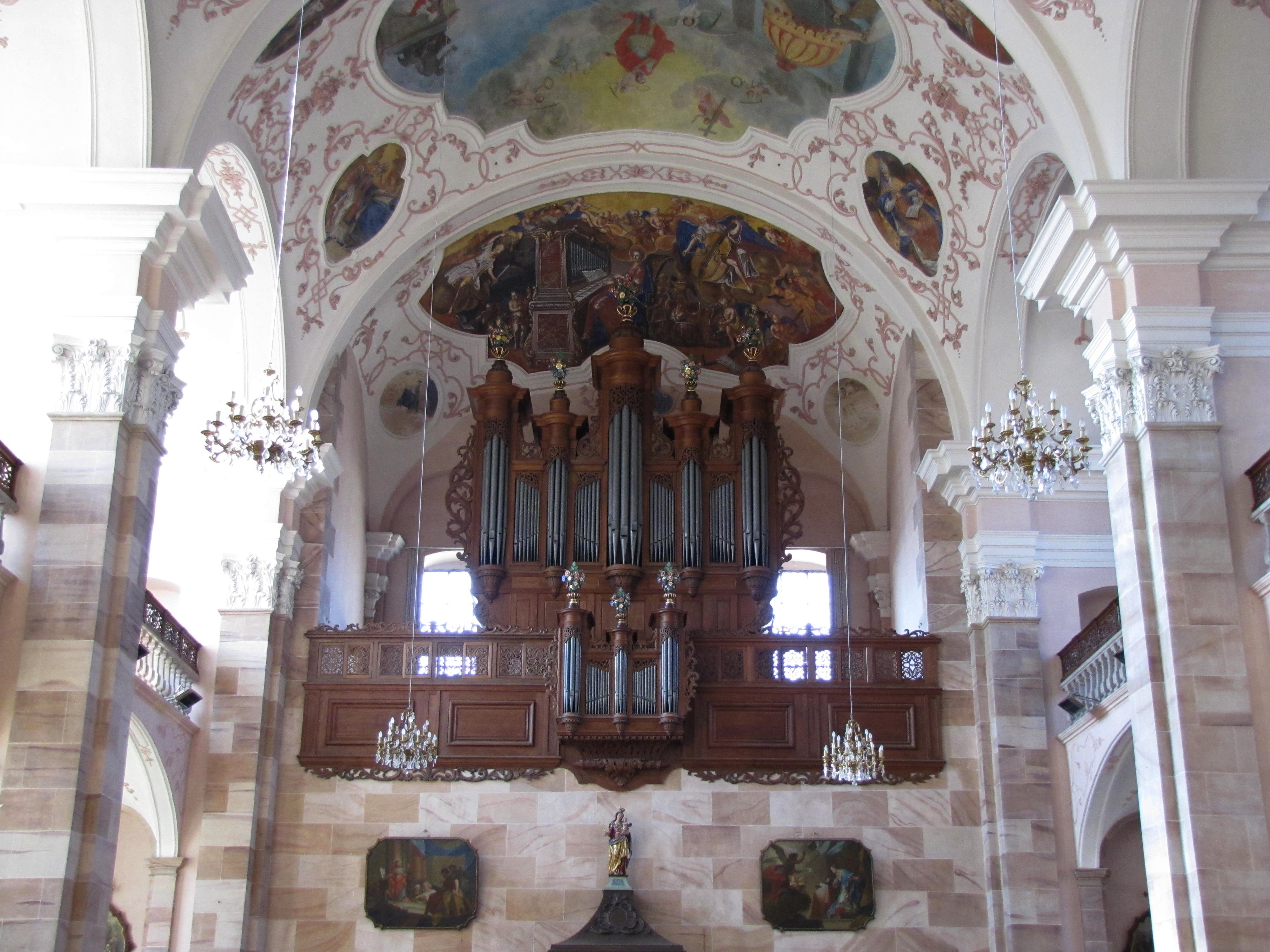
Orgue André Silbermann (1730).
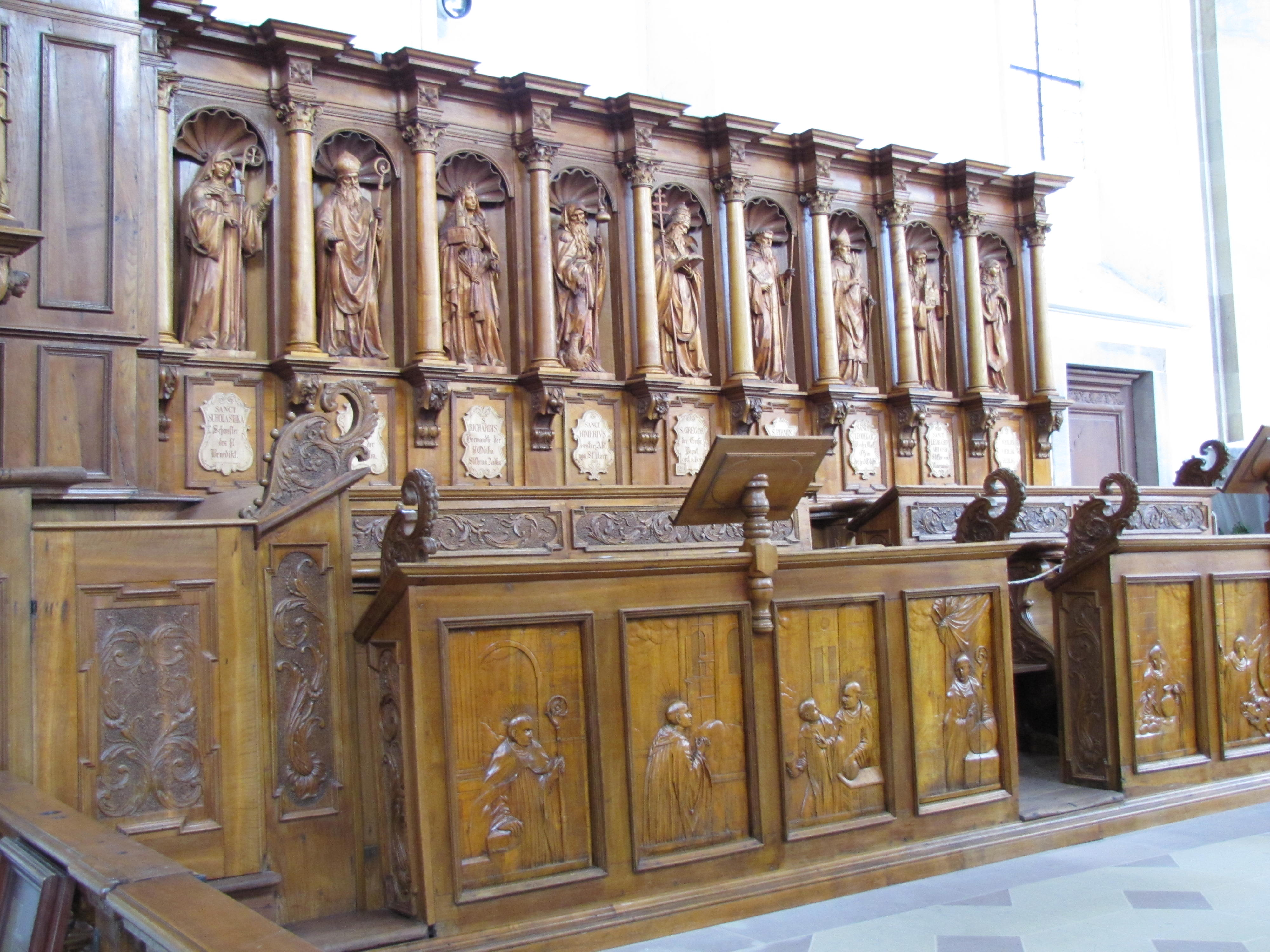
Stalles baroques (XVIIIe siècle).

#### Autres monuments

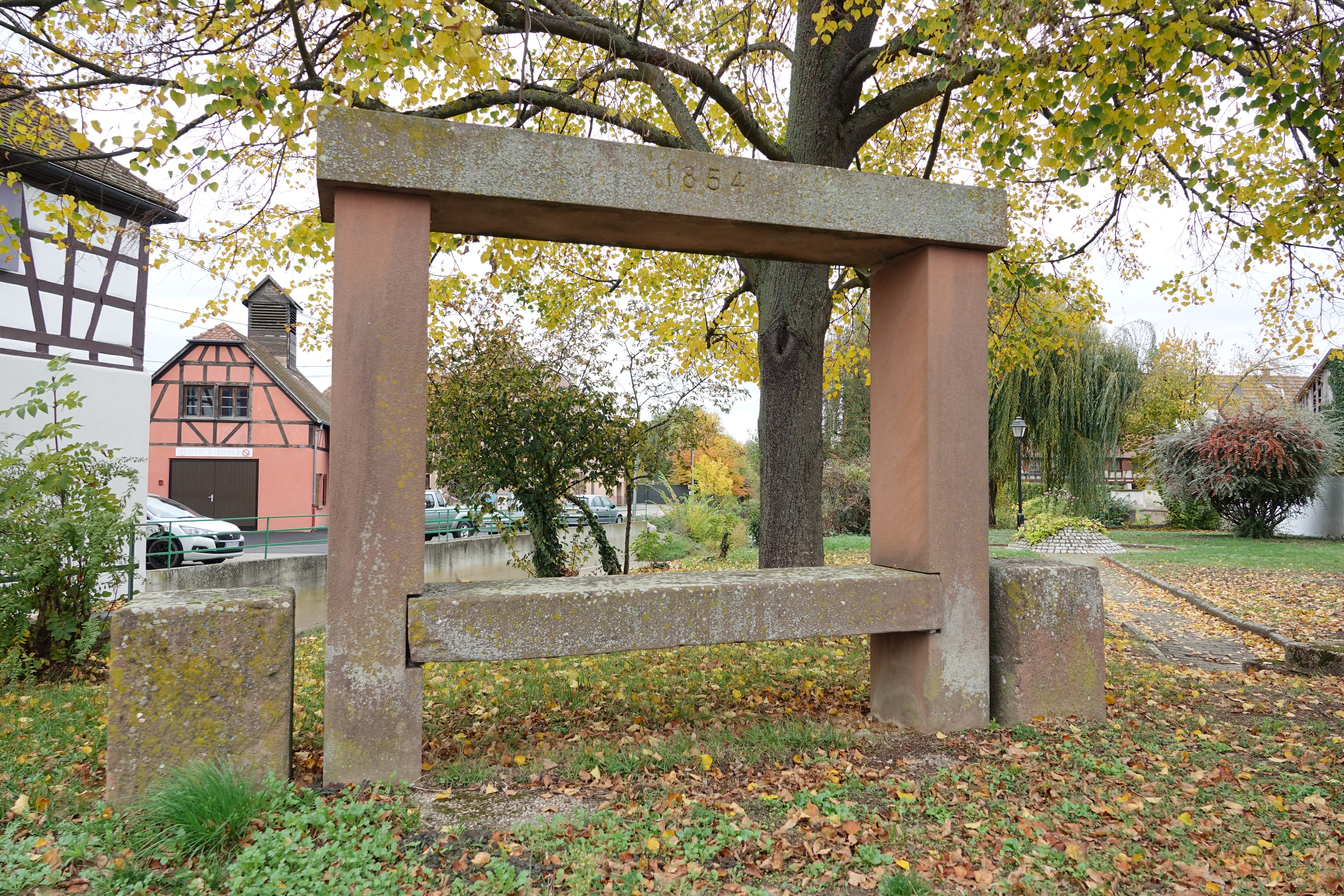
Le banc-reposoir.
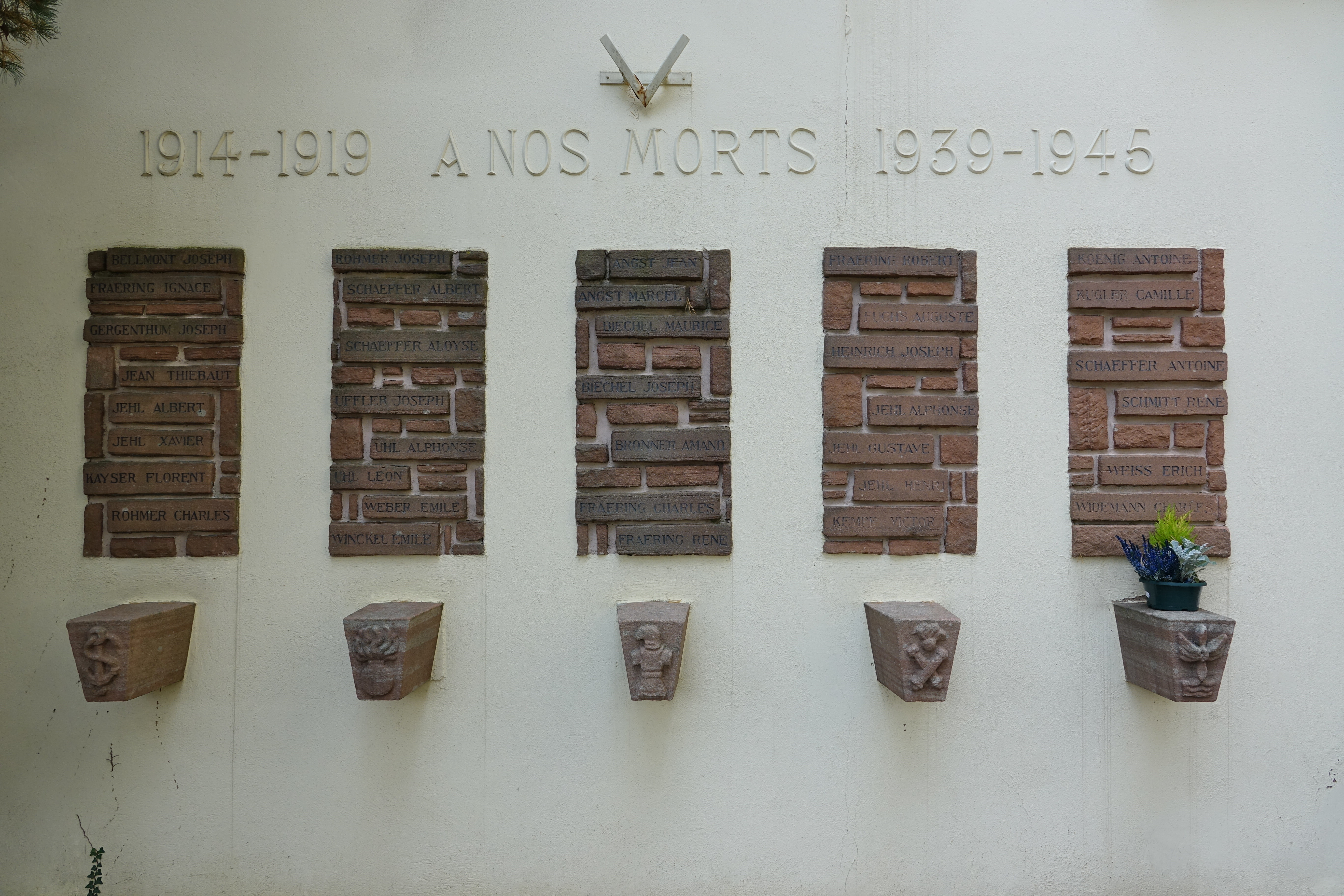
Le monument aux morts de la Seconde Guerre mondiale.

### Personnalités liées à la commune
André Silbermann

### Héraldique
| Blason de Ebersmunster | Blason  | D'azur à la façade d'église de deux tours d'argent, posée sur une champagne d'or chargée d'un sanglier de gueules. |
| Blason de Ebersmunster | Détails | |